# Provincia di Acobamba
La provincia di Acobamba è una provincia del Perù, situata nella regione di Huancavelica.

## Capaluogo e data di fondazione
La capitale è Acobamba, fondata nel 1821.
Sindaco (alcalde): Glodoaldo Alvarez Ore (2007-2010)

## Superficie e popolazione
- 910,82 km²
- 62 868 abitanti (inei2005)

## Provincia confinanti
Confina a nord con la provincia di Churcampa, a sud con la provincia di Angaraes, a est con la regione di Ayacucho e ad ovest con la provincia di Huancavelica.

## Geografia antropica

### Suddivisioni amministrative
È suddivisa in  otto distretti:
- Acobamba
- Andabamba
- Anta
- Caja
- Marcas
- Paucará
- Pomacocha
- Rosario